# Palacio Policial de Mendoza (centro clandestino de detención)
El Departamento de Informaciones (D-2) de la Jefatura de Policía de  Mendoza fue el centro clandestino de detención más importante de la provincia de Mendoza durante la última dictadura cívico militar de Argentina, entre 1976 a 1979.

## Breve reseña
El ex-D-2 ubicado en el Palacio Policial, en la Avenida Belgrano entre Peltier y Virgen del Carmen de Cuyo, Mendoza, fue el centro clandestino más importante de la provincia y el lugar donde estuvieron la mayor parte de los detenidos desaparecidos de Mendoza.
En octubre de 2014, durante el Cuarto Juicio por delitos de lesa humanidad, se pudo establecer que, además de las instalaciones del D-2, habría existido otra área, en el espacio que actualmente ocupa otra dependencia oficial, que funcionó en algunas ocasiones como CCD.

## Señalización
El 24 de marzo de 2013, en la conmemoración del 37.º aniversario del último golpe cívico militar, el Palacio Policial de Mendoza fue señalizado como CCD. «Verdad, Memoria y Justicia» dicen los pilares junto a una leyenda que explica que allí funcionó el D-2 durante la última dictadura.

## Sitio de Memoria
En septiembre de 2015 el Gobierno entregó el D-2 a organismos de Derechos Humanos, para que funcione como Espacio para la Memoria. En el acto, el gobernador Francisco Pérez exhibió un libro que, según explicó, fue hallado por un grupo de alumnos en un viejo armario junto a otros tantos. Del acto participó también la titular de Madres de Plaza de Mayo Mendoza, María Domínguez, quien recientemente encontró a su nieta, la número 117 recuperada.
Los espacios e instalaciones que se utilizaron durante la última dictadura fueron cedidos por el Gobierno provincial a la Secretaría de Cultura, que será el área responsable de coordinar el Espacio de la Memoria. El edificio es el segundo centro de detenciones clandestino convertido en museo, luego de la ESMA.

### Foro
En septiembre de 2015 se desarrolló también en Mendoza un foro organizado por el Gobierno de Mendoza, para dejar sentadas las bases para conformar la Comisión Latinoamericana de ex presos políticos, la que estará integrada por dirigentes de Argentina, Chile, Brasil, Uruguay, Bolivia y Perú.